# 圣皮埃尔区 (留尼汪)

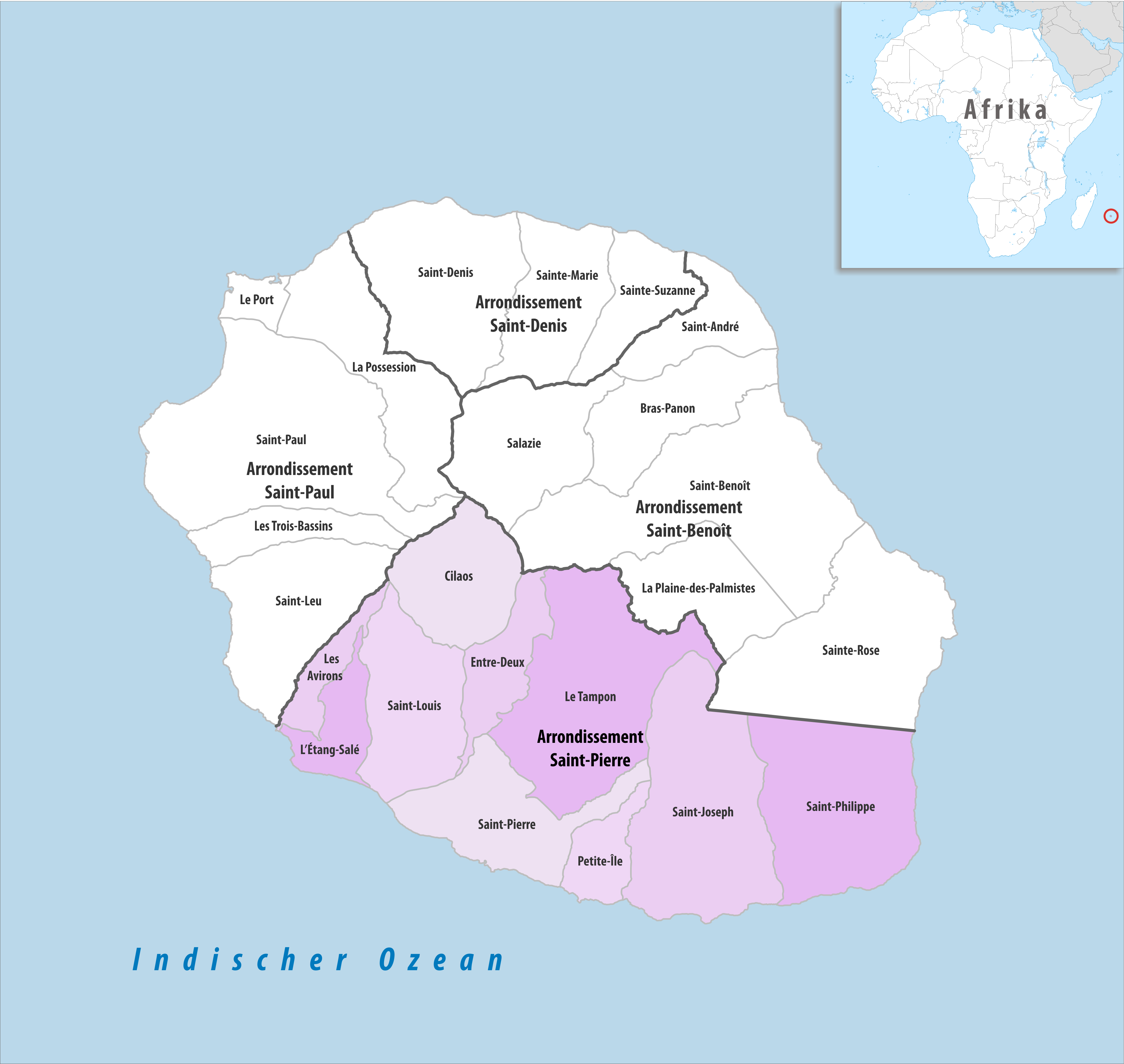
圣皮埃尔区在留尼旺的位置

圣皮埃尔区（法語：Arrondissement de Saint-Pierre），是留尼汪所辖的一个区。总面积878平方公里，总人口229346，人口密度261人/平方公里（1999年）。主要城镇为圣皮埃尔。

## 辖区
圣皮埃尔区辖有16个县，共有8个市镇。